# 傑克克里克鎮區 (愛荷華州埃米特縣)
傑克克里克鎮區（英語：Jack Creek Township）是位於美國愛荷華州埃米特縣的一個行政鎮區。

## 地方資料
根據2010年美國人口普查的數據，傑克克里克鎮區的面積為92.48平方千米，當中陸地面積為92.39平方千米，而水域面積為0.09平方千米。當地共有人口135人，而人口密度為每平方千米1.46人。